# エスパ
エスパ (ESPA) は、かつてセブン&アイ・ホールディングスの中核企業であるイトーヨーカ堂が「アップグレードGMS（ゼネラルマーチャンダイズストア）」として開発・展開していた業態である。

## 概要
名称は、
- Enjoy エンジョイ
- Shopping ショッピング
- Plaza プラザ
- Arena アリーナ

の頭文字を取って命名された。
イトーヨーカ堂の扱う商品よりも品質の高い商品を手頃な価格で販売する業態として開発された。
1985年には当時の主流だった外資系との提携によるロビンソン百貨店が登場。
エスパにおける塔屋看板は2005年「セブン&アイ・ホールディングス」発足により同ロゴに変更、衣料品売り場のレジ袋や店舗入口の看板、他に広告類でエスパのロゴマークが残った。

## 歴史
- 1984年（昭和59年）4月27日 - 大型ショッピングモール「モリタウン」にエスパ昭島（昭島市）を開店
- 1993年（平成5年）10月1日 - エスパ琴似（札幌市西区）開店
  - 1993年12月9日 - 同8月22日に閉店した初代イトーヨーカドー琴似店を改装、エスパ専門店館として再オープン
- 1994年（平成6年）10月26日 - エスパ我孫子（我孫子市）開店
- 1995年（平成7年）11月8日 - エスパ福住（札幌市豊平区）開店
- 1996年（平成8年）10月18日 - イトーヨーカドー松本店を業態転換、エスパ松本（松本市）開店。（2011年12月16日「アリオ松本」に業態転換[1]、2017年9月10日閉店[2]）
- 2000年（平成12年）6月9日 - 新店としては最後となるエスパ川崎（川崎市）開店
- 2001年10月1日 - 北海道地区のエスパ福住（豊平区）およびエスパ琴似（西区）をイトーヨーカドー業態に転換、エスパ専門店館はイトーヨーカドー専門店館として2003年8月31日まで営業。
- 2012年（平成24年）
  - 1月18日 - 首都圏3店舗（エスパ昭島、エスパ我孫子、エスパ川崎）をイトーヨーカドー業態に統合することを発表[3]。2月に入るとエスパ全店で売り尽くしセールを展開、一部改装。
  - 3月1日 - 28年に及んだエスパ業態が消滅、これにより駅を挟んで店を構えていたイトーヨーカドー我孫子店は我孫子南口店となる。

## 出店傾向
- 4号店の福住店までは既存のイトーヨーカドーの近隣に出店していた。
  - 2003年10月頃まで「エスパ昭島」はJR青梅線昭島駅を挟んで「イトーヨーカドー昭島店（初代）」と向かい合っていた。後に旧エスパ店舗が「イトーヨーカドー昭島店（2代目）」へリニューアルされ、初代昭島店は東京西徳州会病院の道路向かいに移転し「拝島店」となる。初代昭島店の跡地にはマンションが建設された。なお、拝島店は2024年4月21日に閉店。
  - 「エスパ琴似」の近隣には「イトーヨーカドー琴似店（初代）」が所在し、2001年9月30日までエスパ専門店館、翌10月1日からイトーヨーカドー専門店館と名前を変え2003年8月31日まで運営していた。現在は商業施設「5588KOTONI」として営業。
  - 「エスパ我孫子」はJR常磐線我孫子駅を挟んで「イトーヨーカドー我孫子店（初代）」と向かい合っていた。2012年3月1日よりエスパが「イトーヨーカドー我孫子店（2代目）」に、我孫子店は「我孫子南口店」となった。
  - 「エスパ福住」の近隣には「イトーヨーカドー月寒店」が2001年6月まで営業していた。この店舗はカウボーイ月寒店としての営業の後、2008年10月に閉店。跡地には2011年から2015年にかけて老人ホームと介護施設が複数建設された。2015年、跡地にはドラッグストア「サツドラ月寒西1条店」が出店し、さらに2021年には日本医療大学の学生寮が建設された。
- 「エスパ松本」から転換した「アリオ松本」は2017年9月10日閉店、エスパでは初の閉鎖となった。その後もイトーヨーカドーの地方店舗を削減する施策の一環により「エスパ福住」から転換したイトーヨーカドーは2024年9月23日に、「エスパ琴似」から転換したイトーヨーカドーは2025年1月5日にその役目を終えた。